# Goudale
Pour les articles homonymes, voir Goudale (homonymie).
La goudale désigne en Gascogne un mélange de potage et de vin et une coutume traditionnelle dans le Sud-Ouest de la France après avoir mangé la soupe : ajouter du vin rouge au (petit) reste de soupe puis boire directement dans l'assiette en la portant à sa bouche.

## Origine
Utilisé notamment en Béarn et Bigorre,  le terme gascon goudale (graphie des félibres) ou godala (graphie occitane) pourrait dériver (par métathèse) de goulade, « goulée ».
Cet usage est appelé en gascon ha la goudale, littéralement « faire la goudale ».
Dans le Midi de la France, le terme gascon goudale a pour correspondants le mot (apparenté ?) godaille dans le Poitou et les Charentes, et des variants de chabrot ailleurs : chabrot en Limousin, chabròu en Périgord, chabròl en occitan, cabroù en Provence.

## Tradition rurale
La goudale à la fin d'une soupe ou potage traditionnels (telle la garbure en Béarn et Bigorre) était autrefois courante à la campagne. Pour décrire ce qu'est la goudale Vastin Lespy, bourgeois (et érudit) de Pau, écrivait vers la fin du XIXe siècle : « nos paysans, lorsqu'ils ont mangé la garbure ou toute autre soupe, versent du vin dans l'écuelle, dans l'assiette où ils ont laissé quelque peu de potage ; ils boivent ce mélange » ; la pratique était donc à la fois courante alors à la campagne et sans doute déjà plus rare en ville.
Les territoires ruraux couvrent encore une grande partie de la Gascogne. Mais la coutume de la goudale a diminué dans la deuxième moitié du XXe siècle, restant présente plutôt chez des personnes âgées. 